# Optik Records
Optik Records è stata un'etichetta discografica indipendente specializzata nel genere hip hop/rap. Venne fondata nel 2002 da Kool Savas. Fino agli inizi del 2008 l'etichetta aveva un contratto di distribuzione con Sony BMG. L'etichetta è stata chiusa nel mese di febbraio del 2009 per problemi finanziari.

## Storia
Oltre a Kool Savas i primi artisti presi sotto contratto dalla Label furono Valezka, Eko Fresh, e i Produttori Hip Hop Melbeatz e DJ Nicon.
Il primo Album della Label di Kool Savas fu il suo, ovvero Der beste Tag meines Lebens. Il CD ha raggiunto il 6º posto nella classifica degli Album tedeschi e fu venduto circa 85.000 volte. L'Album ricevette un Comet.
Nel 2003 diventarono Eko Fresh e Valezka una coppia e nello stesso periodo abbandonò Eko Fresh (seguito da Valezka) la Label per motivi di differenze personali nei confronti di Kool Savas, andando a fondarne una per conto suo, ovvero la Label German Dream.
Il MixTape Kool Savas goes Hollywood ottenne il Juice Award come "Miglior MixTape dell´ Anno", stessa cosa un anno dopo per Die John Bello Story che rimane tutt'oggi il MixTape più venduto del Mercato Hip Hop tedesco, raggiunse il 17º posto nella classifica degli Album tedeschi e fu venduto oltre 60.000 volte. Il Collabo Album One di Kool Savas e Azad raggiunse il 5º posto nella classifica degli Album tedeschi e fu venduto circa 96.000 volte. Il Singolo del Album, All 4 One raggiunse il 4º posto della classifica dei Singoli tedeschi. Nel 2006 fu pubblicato il primo Album della Optik Army, ovvero Optik Takeover e raggiunse l'8º posto della classifica degli Album tedeschi.
Il 31 luglio del 2008 Kool Savas fece sapere attraverso il suo sito internet che avrebbe chiuso la Label dopo la tournée agli inizi del 2009 per problemi finanziari. L'ultimo concerto ufficiale della Label fu il 31 gennaio a Berlino.

## Artisti
Artisti che collaborano fino alla fine
| Rapper - Amar - Caput - Christyle - Ercandize - Franky Kubrick - Kaas - Kool Savas - Moe Mitchell | Produttori Hip Hop - Melbeatz - DJ Nicon - DJ Sir Jay |

### Artisti storici
- Valezka (2002 - 2003)
- Eko Fresh (2002 - 2003)
- SD (? - ?)
- Spontan (? - ?)

Alcuni dei membri componevano insieme un gruppo musicale:
- Optik Army (composto da tutti gli Artisti della Label)

## Discografia

### Album, MixTape, Sampler & EP
| Anno | Titolo                              | Artista                 | Album Charts | Album Charts | Album Charts |               |
| Anno | Titolo                              | Artista                 | GER          | AUT          | CH           |               |
| ---- | ----------------------------------- | ----------------------- | ------------ | ------------ | ------------ | ------------- |
| 2002 | Der beste Tag meines Lebens         | Kool Savas              | 6            | -            | 63           | Solo Album    |
| 2002 | Optik Mixtape Volume 1              | Kool Savas & Optik Army | -            | -            | -            | MixTape       |
| 2003 | Optische Elemente                   | DJ Nicon                | -            | -            | -            | MixTape       |
| 2003 | Optische Elemente Pt.2              | DJ Nicon                | -            | -            | -            | MixTape       |
| 2003 | Wie Es Geht / Oh                    | SD                      | -            | -            | -            | EP            |
| 2004 | Die besten Tage sind gezählt        | Kool Savas              | 12           | -            | -            | Remix Album   |
| 2004 | Rapper's Delight                    | Melbeatz                | 32           | -            | -            | Album         |
| 2004 | OPTIK TAKE OVER 04 - Summer Edition | Kool Savas & Optik Army | -            | -            | -            | Sampler       |
| 2004 | Kool Savas goes Hollywood           | Kool Savas              | -            | -            | -            | MixTape       |
| 2004 | Ear 2 The Street                    | Ercandize & DJ Katch    | -            | -            | -            | MixTape       |
| 2004 | Best Of Ercandize                   | Ercandize               | -            | -            | -            | MixTape       |
| 2004 | Redneck Olympics                    | Kutmasta Kurt           | -            | -            | -            | MixTape       |
| 2004 | Sieben                              | Caput                   | -            | -            | -            | EP            |
| 2004 | Dirrrty                             | SD                      | -            | -            | -            | EP            |
| 2004 | Willkommen im Dschungel             | Ercandize               | -            | -            | -            | EP            |
| 2005 | One                                 | Kool Savas & Azad       | 5            | 32           | 33           | Collabo Album |
| 2005 | Die Caputte Sicht                   | Caput                   | -            | -            | -            | MixTape       |
| 2005 | Die John Bello Story                | Kool Savas              | 17           | -            | 44           | MixTape       |
| 2005 | Optische Elemente 2.5               | DJ Nicon                | -            | -            | -            | MixTape       |
| 2005 | Crunkshit                           | DJ Nicon & DJ Fiks      | -            | -            | -            | MixTape       |
| 2006 | Optik Takeover                      | Kool Savas & Optik Army | 8            | -            | -            | Sampler       |
| 2006 | Ear 2 The Street Vol.2              | Ercandize & DJ Katch    | -            | -            | -            | MixTape       |
| 2006 | La Haine / Sie nannten ihn Mücke    | Ercandize               | -            | -            | -            | MixTape       |
| 2006 | Mein Moneyfest                      | Franky Kubrick          | -            | -            | -            | MixTape       |
| 2007 | Verbrannte Erde                     | Ercandize               | -            | -            | -            | Solo Album    |
| 2007 | Tot oder lebendig                   | Kool Savas              | 10           | 51           | 13           | Solo Album    |
| 2007 | The Best of                         | Kool Savas              | 34           | 51           | 29           | Greatest Hits |
| 2007 | Cho! Hier habt ihr euer Mixtape     | Amar                    | -            | -            | -            | MixTape       |
| 2007 | No Money? No Problem!               | Kool Savas & Optik Army | -            | -            | -            | MixTape       |
| 2008 | Caputalismus                        | Caput                   | -            | -            | -            | Solo Album    |
| 2008 | Dramaking - Tagebuch eines Träumers | Franky Kubrick          | -            | -            | -            | Solo Album    |
| 2008 | John Bello Story II                 | Kool Savas              | 10           | 45           | 13           | MixTape       |
| 2008 | Chronisch Frank                     | Franky Kubrick          | -            | -            | -            | MixTape       |
| 2008 | Chronisch Frank 2                   | Franky Kubrick          | -            | -            | -            | MixTape       |

### Singoli
| Anno | Titolo                       | Artista                               | Chartpositionen | Chartpositionen | Chartpositionen | Stato |   |
| Anno | Titolo                       | Artista                               | DE              | AT              | CH              | Stato |   |
| ---- | ---------------------------- | ------------------------------------- | --------------- | --------------- | --------------- | ----- | - |
| 2003 | Till' Ab Joe                 | Kool Savas                            | 35              | -               | -               | -     | - |
| 2003 | Optik Anthem                 | Kool Savas feat. Eko Fresh            | 48              | -               | -               | -     | - |
| 2003 | Der beste Tag meines Lebens  | Kool Savas feat. Valezka]             | 45              | -               | -               | -     | - |
| 2004 | Die besten Tage sind gezählt | Kool Savas feat. Lumidee              | 32              | -               | -               | -     | - |
| 2004 | OK!                          | Kool Savas feat. Samy Deluxe          | 73              | -               | -               | -     | - |
| 2004 | Da bin, Da Bleib             | Kool Savas                            | 47              | -               | -               | -     | - |
| 2005 | Das Urteil                   | Kool Savas                            | -               | -               | -               | -     | - |
| 2005 | Monstershit                  | Kool Savas (con Azad)                 | 29              | -               | -               | -     | - |
| 2005 | All 4 One                    | Kool Savas (con Azad)                 | 4               | 24              | 85              | -     | - |
| 2005 | Guck My Man                  | Kool Savas (con Azad)                 | 27              | -               | -               | -     | - |
| 2006 | Das ist O.R.                 | Kool Savas & Optik Army               | 28              | -               | -               | -     | - |
| 2006 | Komm mit mir                 | Kool Savas & Optik Army               | 26              | -               | -               | -     | - |
| 2007 | Tot oder lebendig            | Kool Savas                            | 67              | -               | -               | -     | - |
| 2008 | Melodie                      | Kool Savas feat. Moe Mitchell & Senna | 68              | -               | -               | -     | - |
| 2008 | On Top                       | Kool Savas feat. Azad                 | 78              | -               | -               | -     | - |

## DVD
- 2003: Der beste Tag meines Lebens DVD
- 2005: One DVD
- 2006: Feuer über Deutschland DVD
- 2008: Tot oder Lebendig Live DVD
- 2009: John Bello Story 2 - Brainwash Edition DVD